# Barney Bigard

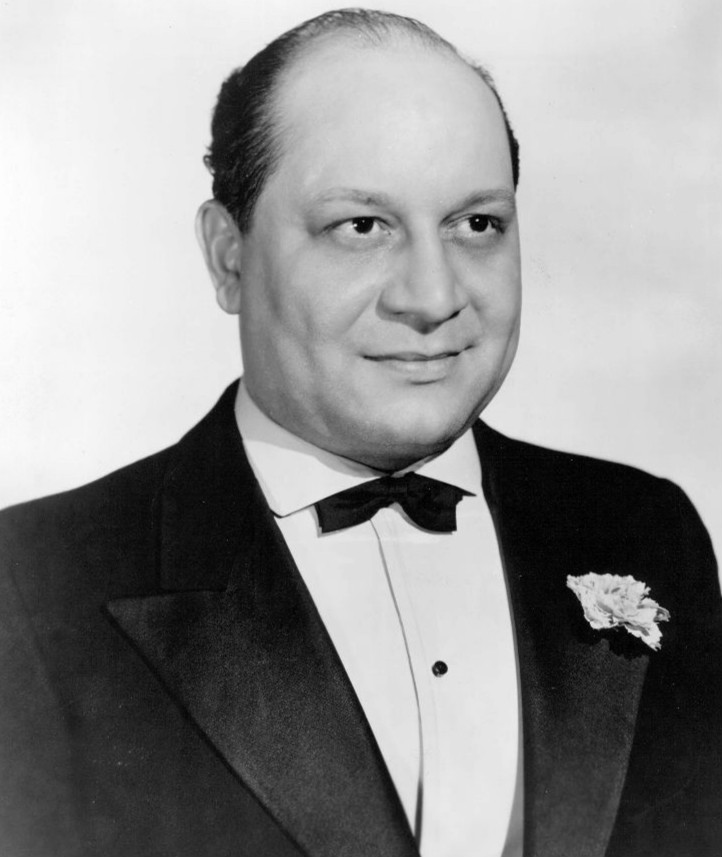
Barney Bigard 1947

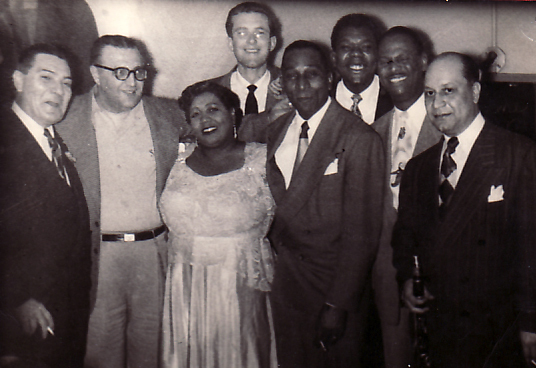
Von links: Jack Teagarden, Sandy DeSantis, Velma Middleton, Fraser MacPherson, Cozy Cole, Arvell Shaw, Earl Hines, Barney Bigard. Im Palomar Supper Club, 17. März 1951.

Barney Bigard, eigentlich Leonard Albany Bigard, (* 3. März 1906 in New Orleans, Louisiana; † 27. Juni 1980 in Culver City, Kalifornien) war ein US-amerikanischer Jazz-Klarinettist.

## Leben und Wirken
Bigard stammt aus einer kreolischen Familie und hatte eine Anzahl musizierender Verwandter; seine Cousins waren Natty Dominique und Armand J. Piron. Seinen ersten Klarinettenunterricht erhielt er bei Lorenzo Tio jr., einem der bedeutendsten Klarinettisten der frühen Jahre des New Orleans Jazz. Als Teenager spielte er bereits im berühmten „Tom Anderson’s“, einem Cabaret, in dem eine Reihe führender schwarzer Jazzmusiker in den verblassenden Tagen von Storyville auftraten. Als Klarinettist und Tenorsaxophonist spielte er 1922 bei Albert Nicholas. Nachdem er kurz bei Octave Gaspard, Amos White und Luis Russell gearbeitet hatte, kehrte er zu Nicholas zurück und ging mit ihm 1924 nach Chicago.
1925 erhielt Bigard dort ein Engagement bei King Oliver, der im Plantation Cafe auftrat. Nach einigen kurzen Zwischenstationen – u. a. in der Band von Luis Russell, die in dem legendären Harlemer Frühlokal „The Nest“ spielte – wechselte er im Januar 1928 in das Orchester von Duke Ellington. In den 14 Jahren seiner Zugehörigkeit zu dieser Formation wurde er weltbekannt und trug durch seine Art des Klarinettenspiels wesentlich zum typischen Stil des Ellington-Orchesters bei. Titel wie „Mood Indigo“, das er mit Mitchell Parish schrieb, stammen von ihm, auch wenn dies nicht immer auf den Platten festgehalten wurde. Auch das einfache Grundmotiv, auf dem Ellingtons „C Jam Blues“ (1942) aufbaut, wird ihm zugeschrieben. 1937 kam die unter seinem Namen eingespielte Version des Ellington-Klassikers „Caravan“ in die Hitparaden, 1955 erschienen auf The Duke’s Men.
Ende 1940 wirkte er beim legendären Konzert in Fargo, North Dakota mit. 1942, nach seinem Ausscheiden aus dem Ellington-Orchester zog er nach Los Angeles und arbeitete zeitweise mit einer eigenen Band, mit der er Etta Jones bei ihren Aufnahmen für Black & White Records begleitete. Einen Hit in der „Harlem Hit Parade“ (dem Vorläufer der R&B-Charts) hatte er 1942 mit „C Blues“. Ab Mitte der 1940er-Jahre spielte er immer wieder mit Kid Ory, um dann in der Folgezeit vorwiegend in den verschiedenen All-Star-Gruppen von Louis Armstrong mitzuarbeiten, so auch in dem Film noir Tödliches Pflaster Sunset Strip von 1951, in dem Armstrong mit seinem Orchester auftrat. 1955 verließ er Armstrongs Gruppe, um anschließend noch gelegentlich mit anderen Jazzmusikern aufzutreten und Plattenaufnahmen zu machen. 1958/59 leitete er mit Cozy Cole eine Band, mit der er u. a. in Las Vegas auftrat. 1961 kehrte er kurzzeitig zu Armstrong zurück; ab 1962 zog sich Bigard ins Privatleben zurück, trat aber noch gelegentlich mit Earl Hines, Muggsy Spanier, Ben Pollack und Rex Stewart auf. 1971 ging er mit Art Hodes, Wild Bill Davison und Eddie Condon auf eine College-Tournee. Mitte der 70er Jahre gastierte er u. a. auf den Festivals von Pescara, San Sebastian, Bordeaux und Newport, zuletzt auf dem Jazzfestival in Nizza 1979.
1986 erschien seine Autobiographie With Louis and the Duke.

## Diskographische Hinweise
- Barney Bigard 1944 (Classics, 1944) mit Georgie Auld, Leonard Feather, Nappy Lamare, Remo Palmieri, Nick Fatool, Shelly Manne
- Barney Bigard 1944–1945 (Classics, 1944/45) mit Vic Dickenson, Johnny Guarnieri Chuck Wayne, Red Callender, Cozy Cole
- Bucket's Got a Hole in It (Delmark, 1968) mit George Brunis, Art Hodes